# Махомет (Илиноис)
Махомет (енгл. Mahomet) град је у америчкој савезној држави Илиноис.

## Демографија
По попису из 2010. године број становника је 7.258, што је 2.381 (48,8%) становника више него 2000. године.
| Група             | 2000.         | 2010.         |
| Белци             | 4.767 (97,7%) | 6.858 (94,5%) |
| Афроамериканци    | 7 (0,1%)      | 42 (0,6%)     |
| Азијати           | 29 (0,6%)     | 130 (1,8%)    |
| Хиспаноамериканци | 46 (0,9%)     | 145 (2,0%)    |
| Укупно            | 4.877         | 7.258         |